# Thao túng Internet
Thao túng Internet đề cập đến việc sử dụng các công nghệ kỹ thuật số trực tuyến, bao gồm thuật toán, bot xã hội và lệnh tự động cho mục đích thương mại, xã hội, quân sự hoặc chính trị. Thao túng Internet và mạng xã hội là phương tiện chính để truyền bá phản thông tin do tầm quan trọng của nền tảng kỹ thuật số đối với việc sử dụng phương tiện truyền thông và giao tiếp hàng ngày. Khi được sử dụng cho mục đích chính trị, thao túng internet có thể được sử dụng để định hướng dư luận, phân cực dân chúng, lưu hành các thuyết âm mưu và ngăn tiếng nói của những người bất đồng chính kiến về chính trị. Việc thao túng Internet cũng có thể được thực hiện vì lợi nhuận, chẳng hạn như để gây hại cho các đối thủ chính trị hoặc doanh nghiệp và cải thiện danh tiếng thương hiệu. Thao túng Internet đôi khi cũng được sử dụng để mô tả việc thực thi có chọn lọc kiểm duyệt Internet hoặc vi phạm có chọn lọc tính tính trung lập Internet.